# Conticribra
Genre
Synonymes
- Micropodiscus A. Grunow in H. Van Heurck, 1885[2]

Conticribra est un genre d’algues diatomées de la famille des Thalassiosiraceae.

## Liste d'espèces
Selon AlgaeBase (4 janvier 2020) et NCBI (4 janvier 2020) :
- Conticribra guillardii (Hasle) K.Stachura-Suchoples & D.M.Williams 2009
- Conticribra weissflogii (Grunow) K.Stachura-Suchoples & D.M.Williams 2009
- Conticribra weissflogiopsis J.S.Park & J.H.Lee 2014

Selon World Register of Marine Species (4 janvier 2020) :
- Conticribra weissflogiopsis J.S.Park & J.H.Lee, 2014 †

Espèce mises en synonymie selon AlgaeBase (4 janvier 2020) :
- Conticribra nevadica (Khursevich & Van Landingham) K.Stachura-Suchoples & D.M.Williams ≡ Spicaticribra nevadica (Khursevich & VanLandingham) Khursevich & Kociolek
- Conticribra tricircularis Stachura-Suchoples & D.M.Williams (espèce type) ≡ Spicaticribra tricircularis (Stachura-Suchoples & D.M.Williams) Kociolek & Khursevich